# 슈베비슈그뮌트

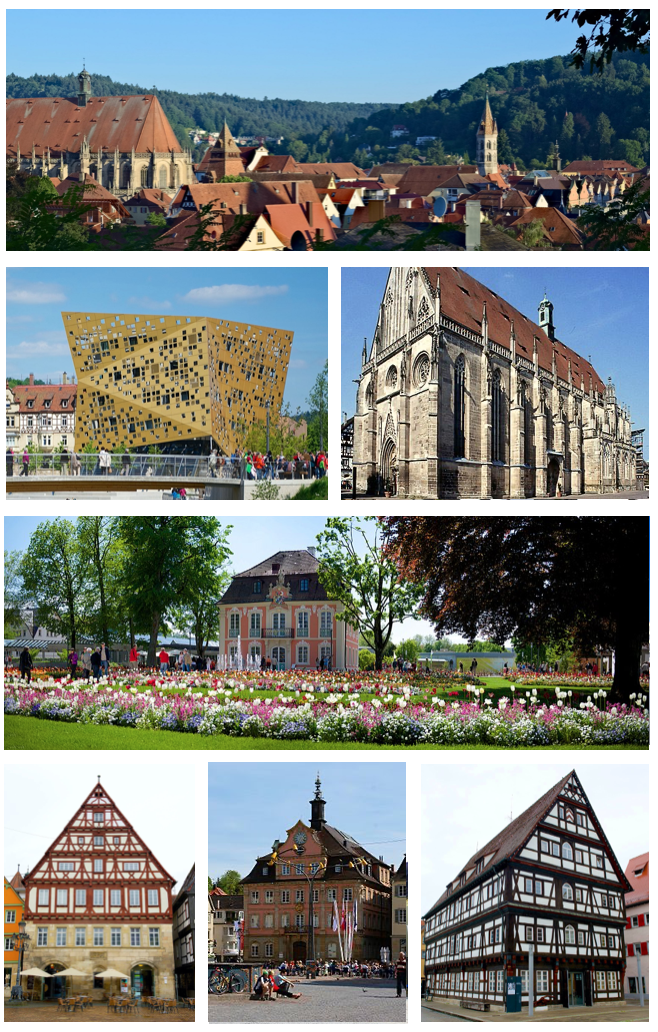

슈베비슈그뮌트(독일어: Schwäbisch Gmünd, 독일어 발음: [ˈʃvɛːbʃ ˈɡmʏnt], 1934년까지의 명칭: Gmünd, 슈바벤어: Gmẽẽd 또는 Gmend)는 독일 바덴뷔르템베르크주의 동부에 있는 도시이다. 인구가 약 60,000명에 달하는 이 도시는 오스탈브 지역과 동부 뷔르템베르크 지역 전체에서 알렌 다음으로 두 번째로 큰 도시이다. 이 도시는 1956년부터 지역 행정을 받는 주요 도시(Große Kreisstadt)이다. 1973년 1월 1일 지방 정부가 개편되기 전까지는 자체 농촌 지역의 행정 수도였다.
슈베비슈그뮌트는 13세기부터 1802년 뷔르템베르크에 합병될 때까지 자치적인 자유제국도시였다.

## 자매 도시
- 영국 반즐리
- 프랑스 앙티브
- 미국 베슬리헴 (펜실베이니아주)
- 헝가리 세케슈페헤르바르
- 이탈리아 파엔차

## 저명한 인물
- 한스 발둥 그린: 화가
- 에마누엘 로체: 화가
- 카리나 포크트: 전 스키 점프 선수